# Ecnomus kivuensis
Ecnomus kivuensis är en nattsländeart som beskrevs av G. Marlier 1943. Ecnomus kivuensis ingår i släktet Ecnomus och familjen trattnattsländor. Inga underarter finns listade i Catalogue of Life.